# Theda Bara
Theda Bara (/ˈθiːdə ˈbærə/ THEE-də BARR-ə; born Theodosia Burr Goodman, 29 tháng 7 năm 1885 - 7 tháng 4 năm 1955) là một nữ diễn viên phim câm và sân khấu của Mỹ.
Bara là một trong những nữ diễn viên nổi tiếng nhất trong thời kỳ phim câm và một trong những biểu tượng sex sớm nhất của phim chiếu rạp. Vai diễn của bà đã gây ấn tượng bằng biệt danh The Vamp (viết tắt của vampire, ma cà rồng). Bara đã đóng hơn 40 bộ phim từ năm 1914 đến năm 1926, nhưng hầu hết đều bị mất trong đám cháy của Fox vào năm 1937. Sau cuộc hôn nhân với Charles Brabin năm 1921, bà đã thực hiện thêm hai bộ phim điện ảnh và sau đó nghỉ hưu diễn xuất năm 1926, chưa bao giờ xuất hiện trong một bộ phim âm thanh.